# Scottish Third Division 2003/04
Die Scottish Football League Third Division wurde 2003/04 zum insgesamt zehnten Mal unter diesem Namen ausgetragen. Es war zudem die zehnte Austragung der Third Division als nur noch vierthöchste schottische Liga. In der vierthöchsten Fußball-Spielklasse der Herren in Schottland traten in der Saison 2003/04 10 Klubs in insgesamt 36 Spieltagen gegeneinander an. Jedes Team spielte jeweils viermal gegen jedes andere Team. Bei Punktgleichheit zählte die Tordifferenz, vor dem direkten Vergleich.
Die Meisterschaft gewann der FC Stranraer, der sich gleichzeitig zusammen mit dem Tabellenzweiten Stirling Albion, die Teilnahme an der Second Division-Saison 2004/05 sicherte. Torschützenkönig mit 24 Treffern wurde Michael Moore vom FC Stranraer.

## Statistiken

### Abschlusstabelle
| Pl. | Verein                | Sp. | S  | U  | N  | Tore    | Diff. | Punkte |
| --- | --------------------- | --- | -- | -- | -- | ------- | ----- | ------ |
| 1.  | FC Stranraer (A)      | 36  | 24 | 7  | 5  | 087:300 | +57   | 79     |
| 2.  | Stirling Albion       | 36  | 23 | 8  | 5  | 078:270 | +51   | 77     |
| 3.  | FC Gretna             | 36  | 20 | 8  | 8  | 059:390 | +20   | 68     |
| 4.  | FC Peterhead          | 36  | 18 | 7  | 11 | 067:370 | +30   | 61     |
| 5.  | FC Cowdenbeath (A)    | 36  | 15 | 10 | 11 | 046:390 | +7    | 55     |
| 6.  | FC Montrose           | 36  | 12 | 12 | 12 | 052:630 | −11   | 48     |
| 7.  | FC Queen’s Park       | 36  | 10 | 11 | 15 | 041:530 | −12   | 41     |
| 8.  | Albion Rovers         | 36  | 12 | 4  | 20 | 066:750 | −9    | 40     |
| 9.  | Elgin City            | 36  | 6  | 7  | 23 | 048:930 | −45   | 25     |
| 10. | FC East Stirlingshire | 36  | 2  | 2  | 32 | 030:118 | −88   | 08     |

Platzierungskriterien: 1. Punkte – 2. Tordifferenz – 3. geschossene Tore – 4. Direkter Vergleich (Punkte, Tordifferenz, geschossene Tore)
| Saison 2003/04 |

| Zum Saisonende 2002/03 |                                   |
| (A)                    | Absteiger aus der Second Division |